# Nicholas Samra
Nicholas James Samra (ur. 15 sierpnia 1944 w Paterson) – amerykański duchowny melchicki, w latach 2011-2022 eparcha Newton. 

## Życiorys
Święcenia kapłańskie przyjął 10 maja 1970. 22 kwietnia 1989 został mianowany biskupem pomocniczym eparchii Newton, ze stolicą tytularną Gerasa. Sakry udzielił mu 6 lipca 1989 ówczesny zwierzchnik eparchii abp Joseph Elias Tawil. 11 stycznia 2005 zrezygnował ze stanowiska biskupa pomocniczego i przez ponad sześć lat był biskupem seniorem. 15 czerwca 2011 został odwołany z emerytury celem objęcia stanowiska ordynariusza eparchii. Jego ingres do tamtejszej katedry odbył się 23 sierpnia 2011.
20 sierpnia 2022 papież Franciszek przyjął jego rezygnację z funkcji eparchy Newton.